# ستيف كاسبر
ستيف كاسبر هو لاعب هوكي الجليد كندي، ولد في 28 سبتمبر 1961 في مونتريال في كندا.

## وصلات خارجية
- ستيف كاسبر على موقع دوري الهوكي الوطني (الإنجليزية)
- ستيف كاسبر على موقع قاعة مشاهير الهوكي (لاعب أن.إتش.أل) (الإنجليزية)
- ستيف كاسبر على موقع EliteProspects.com (الإنجليزية)
- ستيف كاسبر على موقع HockeyDB.com (الإنجليزية)
- ستيف كاسبر على موقع Hockey-Reference.com (الإنجليزية)